# Miroslav Kraljević
Miroslav Kraljević (Gospić, 14. decembar 1885. — Zagreb, 16. april 1913)  bio je hrvatski slikar, grafičar i vajar, pripadnik Minhenskog kruga, uz Josipa Račića i Vladimira Becića. Kao jedan od prvih hrvatskih  slikara moderne umetnosti, on je u Hrvatsku iz Pariza preneo slikartvo Eduarda Manea i Pola Sezana i svojim brzim potezom četkice i slikanjem mračnih tema  začeo ekspresionizma u Hrvatskoj.

## Život i karijera
Nakon školovanja u Hrvatskoj započeo je studije prava u Beču, koje je prekinuo 1904. i posvetio se izučavanju slikarstva.
Likovnu umetnost je studirao je na mihenskoj Akademiji od 1907. do 1910. godine zajedno s J. Račićem, O. Hermanom i V. Becićem. Ova mala grupa bila je sličnog likovnog stava kao i Miroslav prema akademizmu, i zajedničke orijentaciji prema impresionizmu. Njih četvoricu su zbog sličnog načina stvaranja likovnih dela i određenih sličnosti u radu, profesori i studenti nazvali „hrvatska škola”.
Nakon završetka studinja u Minhenu, 1910. godine, otišao je u Požegu, gde je intenzivno slikao sve do sredine 1911. godine, kada je otišao u Pariz.
U Parizu se Miroslav Kraljević upisao na Académie de la Grande Chaumière, koju je jako brzo i napustio, i jedno kratko vreme boravio u Parizu (1911–1912) kao aktivni učesnik u praćenju glavnih tokova savremene likovne avangarde, i u toj oblasti ispoljio punu stvaralačku zrelost.
Kraljevićevo likovno stvaralaštvo koje je bilo u punom zamahu prekinula je prerana smrt umetnika u Zagrebu, 16. aprila 1913.

## Likovno stvaralaštvo
Miroslav Kraljević je na početku svog slikarskog stvaračaštva radio u duhu impresionizma, a potom je prešao na realistički pristup i tonsko građenje volumena (1909), u kome se koristio vrlo slobodnim, širokim i pastoznim potezima četkice. Radeći u tom stili Kraljević se sve više udaljavao od tonskog nijansiranja, a približavao tonskom kontrastu.

Impresionistički plenerizam Kraljević je ispoljavao pune dve godine, a u nekima od njih prevladavaju 
| „ | secesijske krivulje i arabeske (npr. Muški akt, 1911; Eva, 1911) koje ga vode put ekspresionizma, do preuveličanih i izobličenih oblika te lica maski (npr. Ženski akt, 1911; Autoportret, 1912; U gostionici – Vive la joie, 1912; Žene u prirodi, 1912; Golgota, 1912). | ” |

U pojedinim Kraljevićevim delima vidljiv je i naglašen smisao za grotesku, npr. u nizu crteža, bakrorza i sitne plastike (terakote) iz 1912.
Istovremeno sa ekspresionističkim idejama kod Kraljeviča se ponegde  uočavaju i pokušaji razrade konstrukcije slike, koji su ga približili sezanizmu (npr. Voće, 1912; Portret strica Lace, 1912).
Kraljevićev celokupni opus prvi put je prikazan 1913. na izložbi u Salonu „Ulrich” neposredno nakon njegove prerane smrti.

Sopstvenim likovnim stvaralštvom, koja je kratko trajalo, Miroslav Kraljević je stekao mnogobrojne sledbenike, jer je...
| „ | ...za jedne Kraljević bio ishodište konstruktivizma i kubizma, a za druge polazište za ekspresionistička istraživanja. | ” |

## Napomene
1. ↑  Uhrvatskoj stručnoj literaturi „hrvatska škola” nosi naziv „minhenski krug”
2. ↑  Na slikama — Na paši, 1909; Bik, 1910; Konji u staji, 1910 .

## Spoljašnje veze
Mediji vezani za članak Miroslav Kraljević na Vikimedijinoj ostavi